# Жорж Блондел
Жорж Блондѐл (на френски: Hippolyte Marie Georges Blondel) е френски историк, икономист и юрист. Експерт по политическите проблеми на Централна Европа и Балканите. Преподавател в Колеж дьо Франс, в Училището за висши търговски науки в Париж и други висши училища.
В свои трудове разкрива, че Македония по култура, език и национално съзнание е българска. Критикува действията на сръбските власти, унищожаващи българската просвета в Македония, която посещава през 1927 година.

## Биография

### Младост и образование
Иполит Мари Жорж Блондел е роден на 8 март 1856 година в Дижон. Брат е на философа Морис Блондел. След завършване на гимназията в Дижон следва право. Става доктор по право в университета в Дижон през 1881 година. След това преминава агрегация по история.

### Професионална кариера
Ръководител е на мисии в Германия през 1883 година, след това преподавател в Юридическия факултет на Лионския университет през 1885 година и във Филологическия факултет на университета в Лил през 1890 година.
Доктор по литература през 1892 година, той е изпитващ и след това професор в Училището за висши търговски науки в Париж от 1895 година. През 1900 година е назначен за професор в Училището по политически науки. Ако държи курс по география, той често преминава към икономически въпроси.
Избран е да замени Жан Изуле в катедрата по социална философия в Колеж дьо Франс през 1907 и 1908 година, заместник на Жан Изуле като професор в Колеж дьо Франс от 1919 до 1922 година, след това от 1927 до 1929 г.
По време на Първата световна война е мобилизиран на 2 август 1914 година и е назначен към специалните служби на територията на Военното правителство на Париж като началник на 3-та съставна част на Реквизиционната служба и транспортни средства. Преминава в Генералния щаб на армията на 10 януари 1916, демобилизитан е на 30 май 1918 година. Почетен капитан (30 май 1918). Кавалер на Ордена на почетния легион във военна длъжност (3 февруари 1917).
През май 1920 година е назначен за член на Управителния комитет на Лигата на патриотите, председателствана от Морис Барес.
През 1933 година става член на Френския комитет за защита на преследваните еврейски интелектуалци, както и към Комитета за приемане и подпомагане на жертвите на германския антисемитизъм.
Умира на 31 юли 1948 година в Париж.

## Трудове
Считан от 1885 година за експерт в преподаването на право в Германия, той става привилегирован съюзник на Емил Бутми за критиките на френските юридически факултети и за развитието на образователния модел на Училището по политически науки.
Той отново е изпратен в Германия през 1895 година, начело на мисия за проучване на индустриални и селски въпроси. Докладът, публикуван при завръщането (мисия Блондел 1897), получава златен медал от Националното дружество по земеделие.
Отдаден на движението на социалния католицизъм, през 1900 година в Париж той е един от членовете на организационния комитет и един от секретарите на Международния конгрес за правна защита на работниците, който трябва да бъде един от първите етапи в развитието на международното право.работа. Намираме го през 1905 година в комитета за подобряване на Социалната лига на купувачите. Той е редовен лектор в Social Weeks.
Още през 1934 година в „Триумфът на германизма“ Жорж Блондел обръща внимание на бруталността на нацисткия режим. Книгата е вписана от август 1940 година в списъка на Бернхард и е конфискувана от окупационните власти. В списъка на Ото е включена „Разпадането на Чехословакия“ (1938).

## Отличия
- Офицер на Ордена на Почетния легион с декрет от 21 октомври 1932 година
- Кавалер на Ордена на Почетния легион с декрет от 3 февруари 1917 година (à titre militaire)
- Officier de l'Instruction publique
- Командир на du Nichan Iftikhar
- Кавалер на Ордена на Леополд (Белгия)
- Кавалер на Ордена на Възраждане на Полша
- Médaille d'or Olivier de Serres de la Société nationale d'agriculture[13]